# Cécile Bähler
Cécile Bähler (* 20. Mai 1981 in Aarberg) ist eine ehemalige Schweizer Fernsehmoderatorin.

## Biografie
Cécile Bähler wuchs im Berner Seeland als mittleres von drei Kindern einer Lehrerfamilie auf. Sie besuchte das Deutsche Gymnasium Biel und schloss die Schule 2001 ab.
Im Alter von 17 Jahren nahm sie an der Schweizer Ausgabe des Elite Model Look teil und wurde dort vom Musiksender VIVA entdeckt. Bähler arbeitete zunächst als Moderatorin und Redaktorin bei VIVA.
Im Herbst 2005 wechselte sie zum Schweizer Fernsehen und moderierte bis Mitte Juli 2011 bei SF Meteo die Wettervorhersage.
Bähler ist verheiratet und Mutter zweier Buben.